# Jana Mandana Lacey-Krone

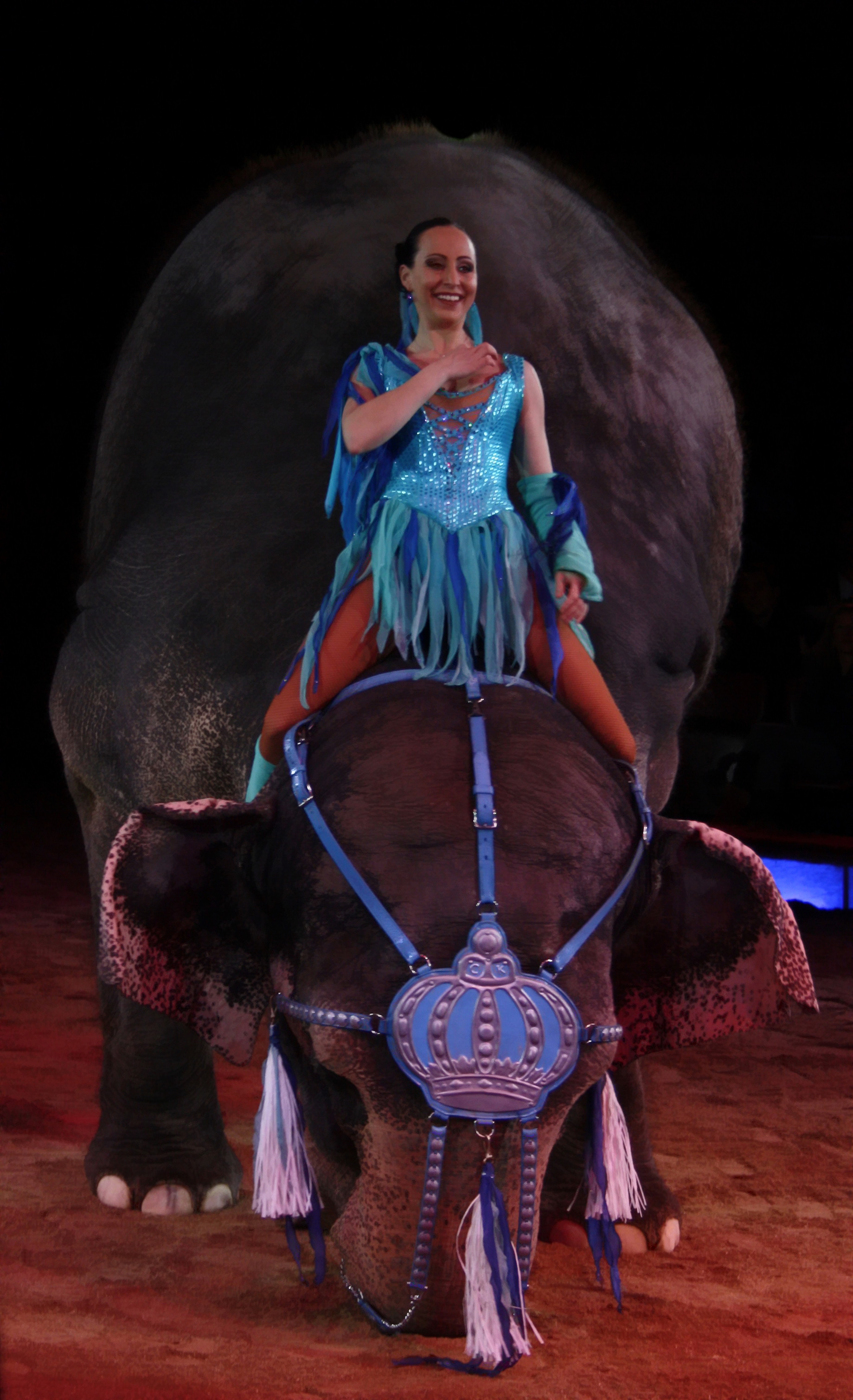
Jana Mandana Lacey-Krone bei einer Elefantendressur (2012)

Jana Mandana Lacey-Krone (geborene Pilz; * 7. April 1979 in München), Künstlername Jana Mandana, ist eine Schweizer Tierlehrerin und Direktorin des Circus Krone.

## Leben
Sie wurde 1979 als Tochter des zirkusbegeisterten Schweizer Ehepaares Pilz in München geboren, wo ihr Vater für das Modeunternehmen Bogner tätig war. Ihre Eltern waren eng mit Christel Sembach-Krone, der Direktorin des Circus Krone, befreundet. Daher wuchs Jana Mandana (der zweite Vorname geht auf eine iranische Großmutter zurück) im Zirkus auf und wurde von Sembach-Krone als Reiterin und Tiertrainerin ausgebildet. Schon als junges Mädchen trat sie mit einer Exotennummer auf.
2001 wurde sie von der kinderlosen Christel Sembach-Krone adoptiert und damit zur Nachfolgerin der Zirkuschefin bestimmt. Sie ist verantwortlich für den Marstall mit 60 Pferden, die sie in Freiheitsdressuren wie auch unter dem Dressursattel vorstellt. Außerdem arbeitet sie mit den Lamas, Kamelen und Zebras des Hauses Krone und präsentiert zusammen mit dem Elefantentrainer James Puydebois die Elefanten.
Jana Mandana Lacey-Krone ist seit 17. Dezember 2007 mit dem englischen Löwendompteur Martin Lacey jr. verheiratet. Das Ehepaar hat drei Söhne.